# Square des Grès
Le square des Grès est un espace vert accessible par la place des Grès dans le quartier de Charonne du 20e arrondissement de Paris.

## Situation et accès
Le square des Grès est desservi à proximité par la ligne 3 à la station Porte de Bagnolet.

## Origine du nom
Son nom fait référence à un ancien dépôt de pavés. On appelait autrefois « grès » les pavés taillés dans du grès de Fontainebleau.

## Historique
Au Moyen Âge, cet emplacement était occupé par le poteau de justice des seigneurs de Charonne. On y rendait seulement la justice avant que le condamné soit emmené plus loin, au nord de la commune, à l'emplacement de l'actuelle rue de la Justice, pour y être exécuté par pendaison ou décapitation.

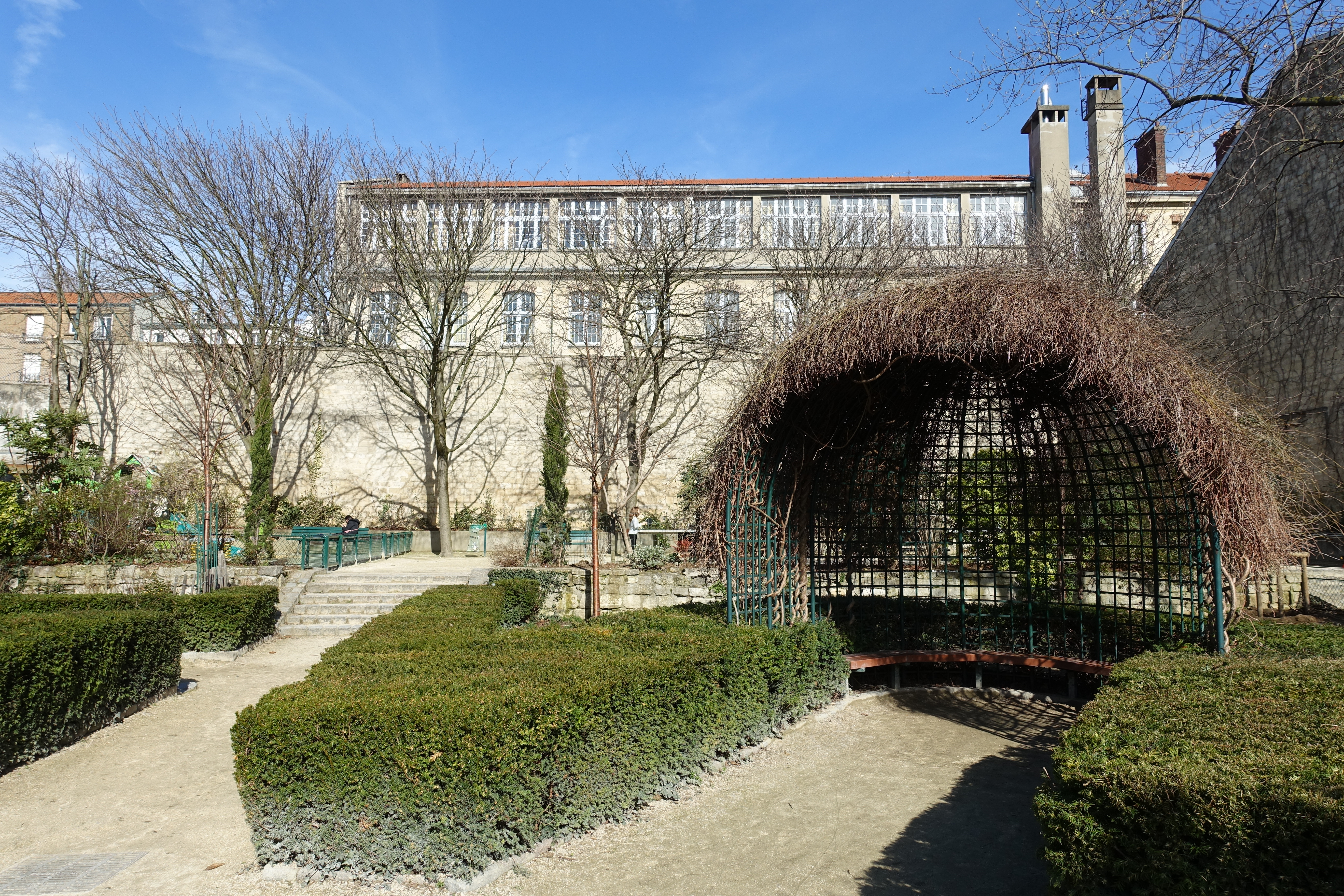
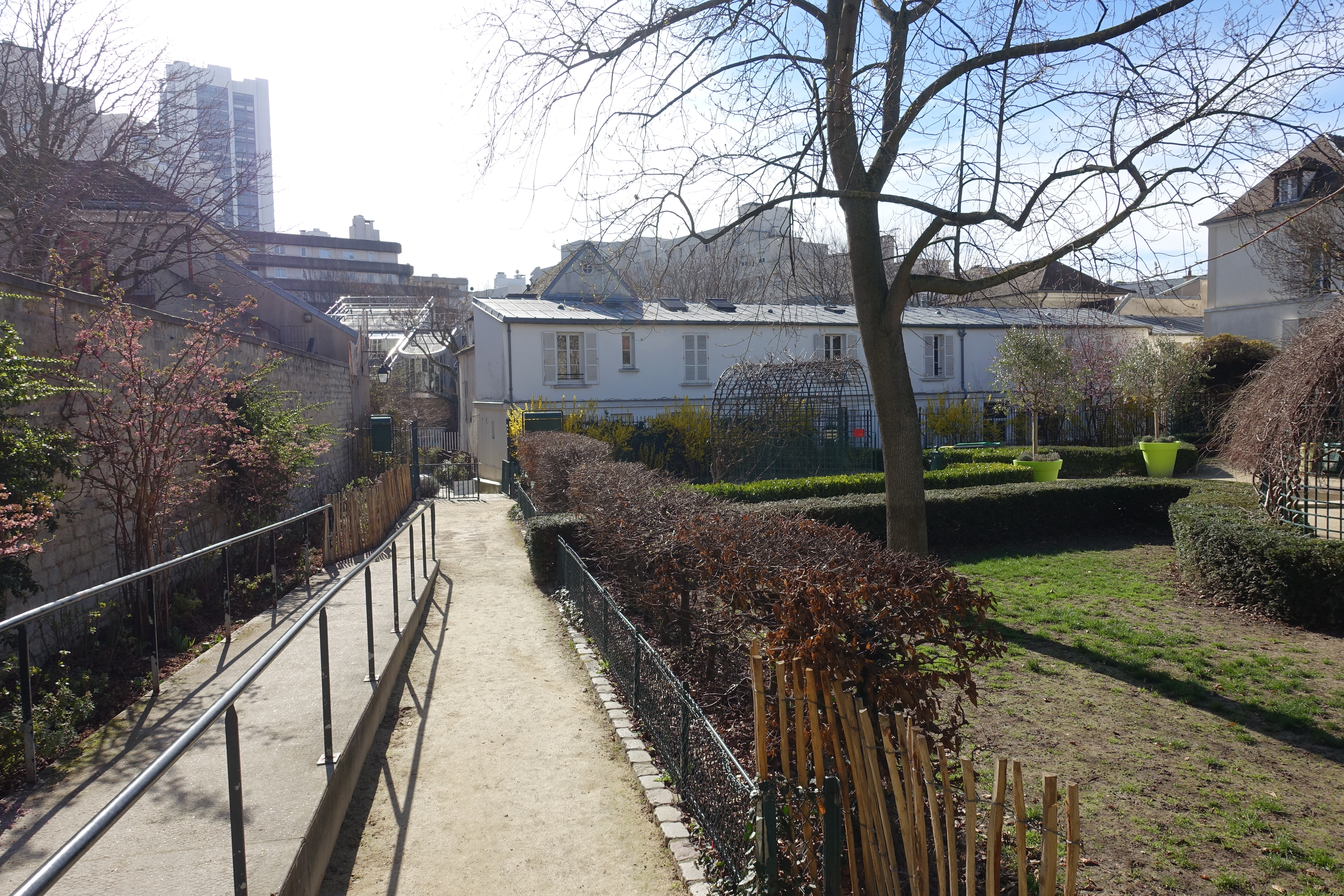
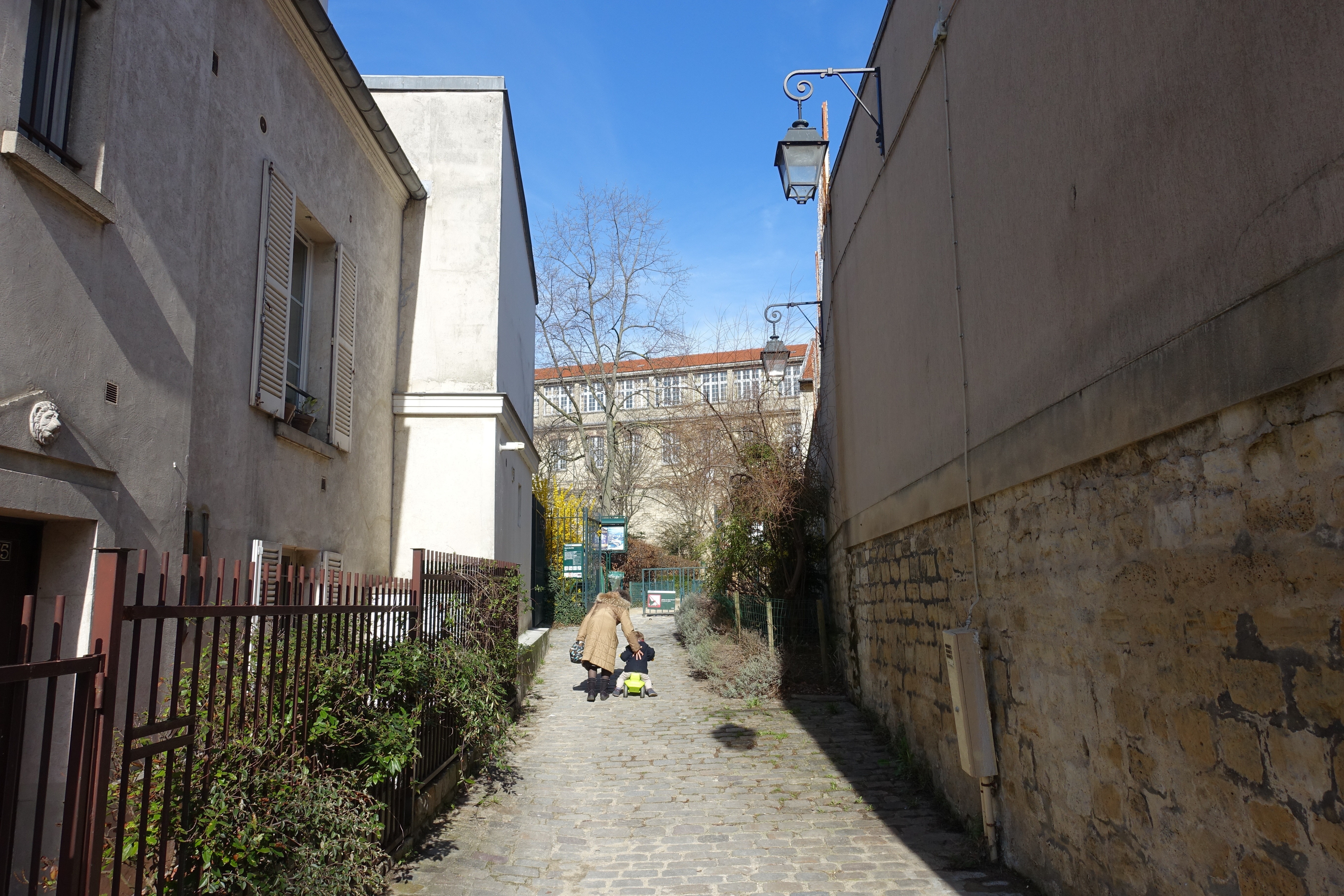
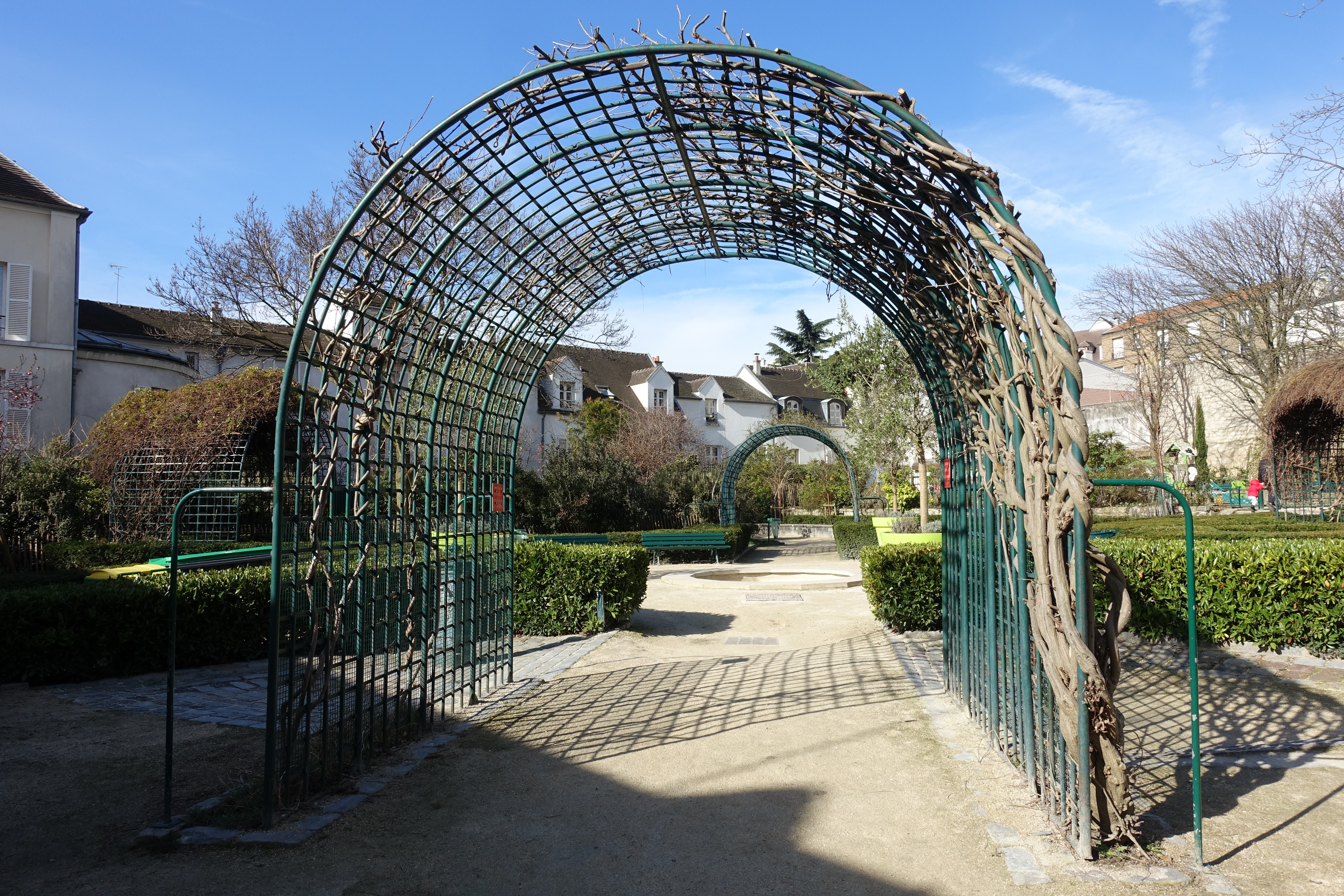
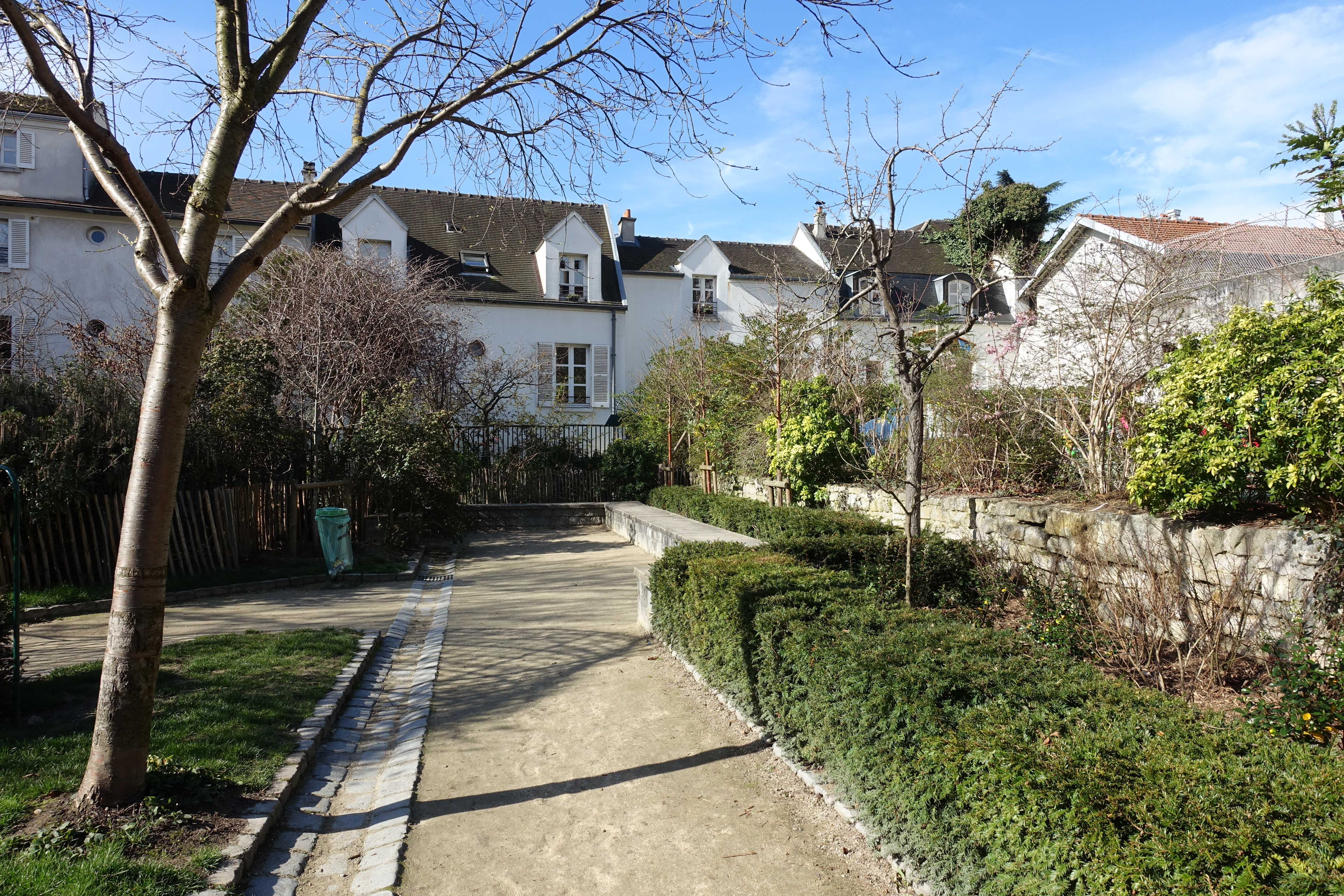